# Artur Helbing
Artur Helbing (* 24. November 1913 in Weißenfels; † unbekannt) war ein deutscher Stanzmeister und Volkskammerabgeordneter für den Freien Deutschen Gewerkschaftsbund (FDGB).

## Leben
Helbing stammt aus der preußischen Provinz Sachsen und war der Sohn einer Arbeiterfamilie. Nach dem Besuch der Volksschule arbeitete er von 1927 bis 1937 in einer Schuhfabrik in seiner Geburtsstadt. Danach wechselte er als Chemiearbeiter in die benachbarten Leuna-Werke. Kurz vor Kriegsende wurde Helbing 1944 zur deutschen Wehrmacht einberufen, wo er 1945 in Kriegsgefangenschaft geriet. 1945 kehrte er aus dem Krieg zurück und war als Stanzer tätig. 1958 besuchte er die Ingenieurschule in Weißenfels, wo er die Meisterprüfung ablegte. Als Stanzmeister arbeitete er fortan in der Schuhfabrik VEB „Banner des Friedens“ Weißenfels.

## Politik
Helbing wurde 1946 Mitglied des FDGB und trat 1948 der SED bei. In den Wahlperioden von 1954 bis 1967 war er Mitglied der FDGB-Fraktion in der Volkskammer der DDR.